# Сухово (Темниковський район)
Су́хово (рос. Сухово, ерз. Сухово) — присілок у складі Темниковського району Мордовії, Росія. Входить до складу Старогородського сільського поселення.
Населення — 95 осіб (2010; 105 у 2002).
Національний склад (станом на 2002 рік):
- татари — 53 %
- росіяни — 46 %